# Amy Taubin
Amy Taubin (née le 10 septembre 1938) est une auteure et critique de cinéma américaine. Elle est rédactrice en chef de deux magazines cinématographiques de premier plan, le British Sight & Sound et l'American Film Comment. Elle a également écrit régulièrement pour le SoHo Weekly News, The Village Voice, le Millennium Film Journal et Artforum.

## Vie et carrière
Amy Taubin a fréquenté le Sarah Lawrence College en tant qu'étudiante de premier cycle et a obtenu une maîtrise de l'Université de New York. Elle est également cinéaste, conservatrice de musée et professeure. Elle fait partie des personnages du film expérimental Wavelength de Michael Snow.
Amy Taubin a siégé au conseil d'administration del'Anthology Film Archives. Elle a été nommée historienne de l'art professeure émérite à la New York School of Visual Arts dans le Département des sciences humaines. Elle a siégé au comité de sélection de la Film Society of Lincoln Center,,.
En 2020, Amy Taubin a reçu une bourse d'écriture de la Fondation Warhol dans la catégorie des écrits de forme courte.

## Œuvres choisies

### Livres
- Ghosts in the Machine, Village Voice, 1998[8].
- Douglas Gordon: through a looking glass, co-écrit avec Gagosian Gallery, Hal Hartle et Kay C. Pallister, Gagosian Gallery, 1999[9].
- Taxi Driver, BFI Publishing, 2e éd. , 2012[10].
- James Nares, co-écrit avec Glenn O'Brien et Ed Halter, Rizzoli International, 2014[11].
- The complete films of Agnès Varda, co-écrits Michael Koresky, Ginette Vincendeau, So Mayer, etal. , (Le livre fait partie d'une collection Blu-Ray de 15 disques) The Criterion Collection, 2020[12].

### Publications
- "So there, Orwell": 1984: a video review, co-écrite avec John Howell, Louisiana World Exposition, 1984[13].
- Stands by his man: On Peter Fonda's The Hired Hand, Artform international, octobre 2003[14].
- Eastern exposure on recent Asian cinema,  Artform international, novembre 2004[15].
- Common sens, Film comment, Vol. 52, non. 6, novembre/décembre 2016[16].